# Magnolia conifera
Espèce
Synonymes
Manglietia conifera Dandy
Statut de conservation UICN

 LC  : Préoccupation mineure
Magnolia conifera est une espèce de plantes à fleurs de la famille des Magnoliaceae. C'est un arbre originaire de Chine.

## Description
C'est un arbre.

## Liste des variétés
Selon Catalogue of Life (6 août 2014), World Checklist of Selected Plant Families (WCSP) (6 août 2014) et Tropicos (6 août 2014) :
- variété Magnolia conifera var. chingii (Dandy) V.S.Kumar (2006)
- variété Magnolia conifera var. conifera

Selon The Plant List (6 août 2014) :
- variété Magnolia conifera var. chingii (Dandy) V.S.Kumar